# Leptagrion macrurum
Leptagrion macrurum – gatunek ważki z rodziny łątkowatych (Coenagrionidae). Występuje na terenie Ameryki Południowej – w południowo-wschodniej Brazylii.